# Корабельников, Александр Романович
Александр Романович Корабельников (31 декабря 1910, Херсон — 6 апреля 1983, Москва) — советский архитектор. Многие проекты выполнил в соавторстве с Л. Г. Голубовским.

## Биография

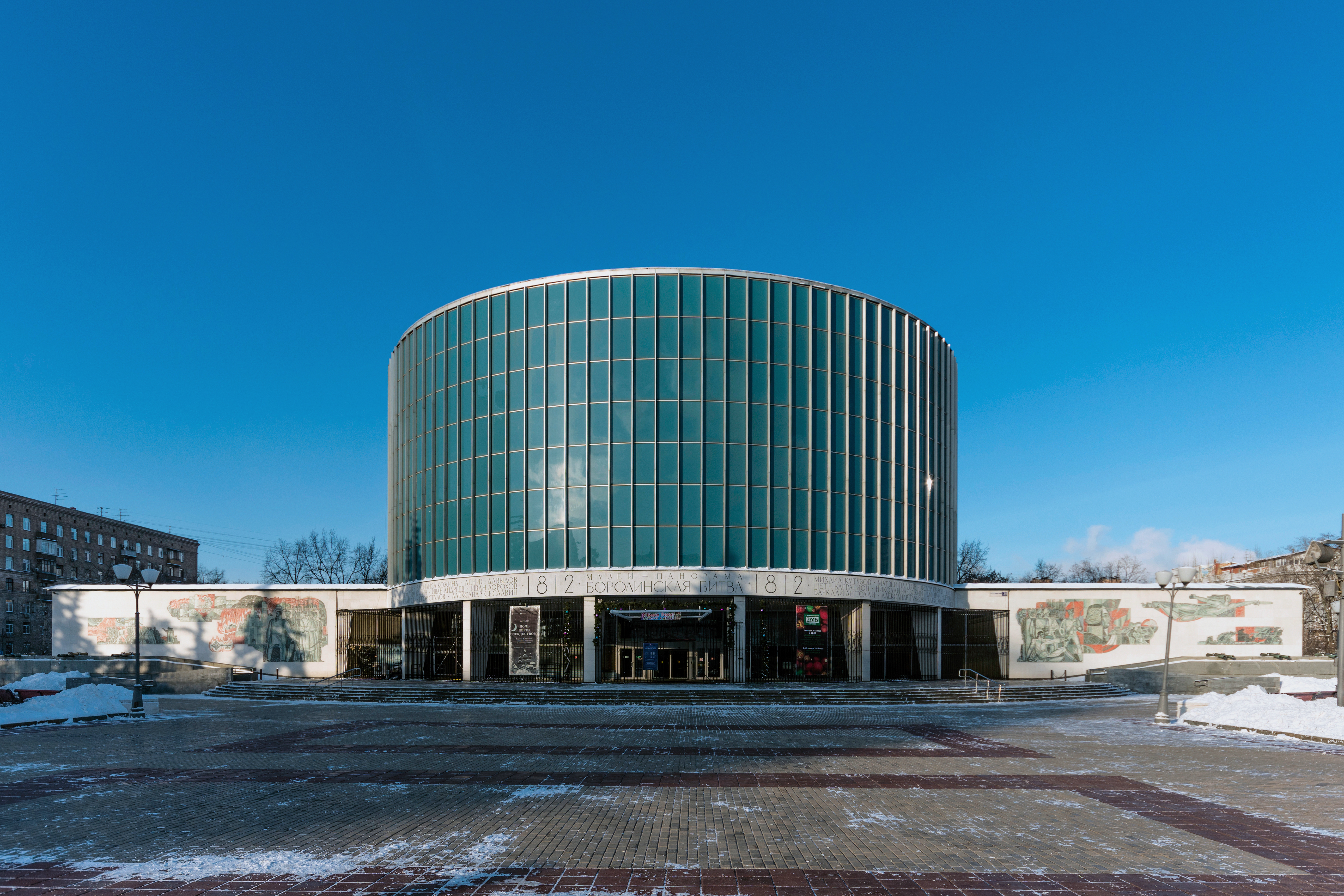
Музей-панорама «Бородинская битва»

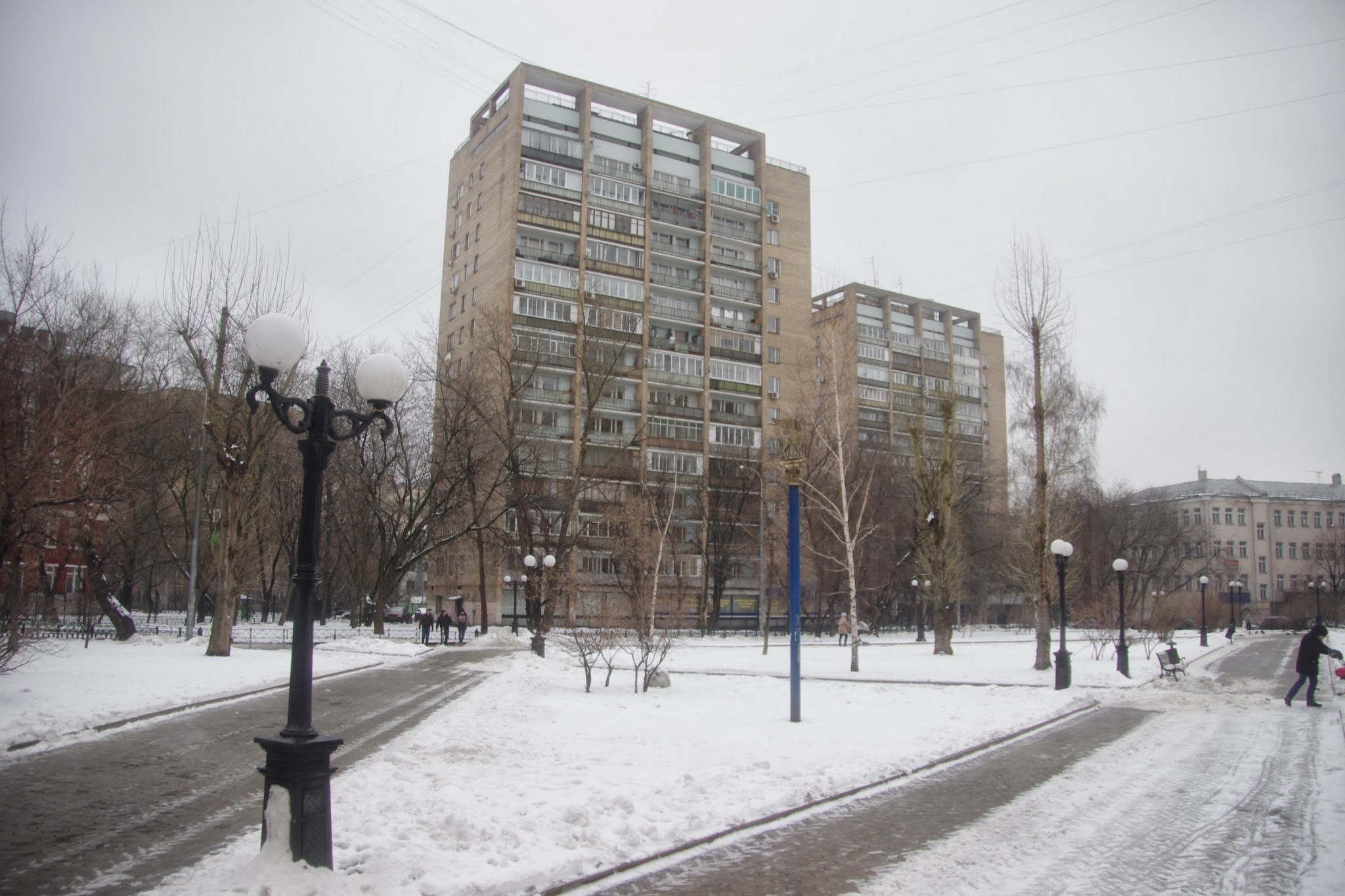
Жилые дома на Украинском бульваре

Родился 31 декабря 1910 года в Херсоне. После окончания строительного техникума с 1927 по 1930 год работал десятником на стройке в Донбассе. В 1935 году окончил Ленинградский институт инженеров путей сообщения, а в 1940 году — Ленинградский институт живописи, скульптуры и архитектуры.
В 1936 году вступил в Союз архитекторов СССР. Под руководством Н. А. Троцкого участвовал в проектировании ленинградского Дома Советов. Был одним из авторов проектов жилых домов на Московском проспекте в Ленинграде. Принимал участие в Великой Отечественной войне.
После войны жил и работал в Москве. Вместе с Л. Г. Голубовским работал под руководством архитектора Б. Р. Рубаненко. Корабельников и Голубовский принимали участие в восстановлении Минска (Привокзальная площадь и прилегающие жилые кварталы), спроектировали и построили жилой дом с кинотеатром в Москве (Беговая улица, 5).
С 1950-х годов работал в мастерской № 4 Моспроекта, которая занималась застройкой Киевского и Кунцевского районов Москвы. Работая в этой мастерской, Корабельников совместно с Голубовским выполнил проект застройки Кутузовского проспекта и Большой Дорогомиловской улицы от Новоарбатского моста до развилки. По индивидуальным проектам архитекторов было построено 25 многоэтажных жилых домов, в том числе жилой дом с кафе «Хрустальное» (диплом 1-й степени). Александр Корабельников принимал участие в разработке планировки квартала № 95 в Кунцеве (1964, в составе коллектива), кварталов № 66—67 на Можайском шоссе, жилых 14-этажных домов на Украинском бульваре (1969, совместно с Л. Г. Голубовским), Дома правительства в Сухуми, колхозного рынка в Москве и других.
Одной из наиболее крупных работ А. Р. Корабельникова является проектирование и строительство здание музея-панорамы «Бородинская битва» (1962, совместно с архитекторами А. А. Кузьминым, С. И. Кучановым и инженером Ю. Е. Аврутиным). А. Р. Корабельников и Л. Г. Голубовский были авторами первоначального проекта парка Победы и монумента Победы на Поклонной горе. По задумке авторов, главный монумент представлял собой большое красное знамя, установленное на самой высокой точке. Корабельников также бы автором конкурсных проектов Дворца Советов в Москве и павильона СССР на Всемирной выставке в Брюсселе.
А. Р. Корабельников активно сотрудничал со скульпторами. Он был соавтором памятника Герою Советского Союза лётчику Александру Авдееву в Москве (1965, скульптор Ю. С. Динес), монумента погибшим воинам в Московской области, ряда надгробий на Новодевичьем кладбище, а также автором проектов памятника В. И. Ленину на Воробьёвых горах и монументу «50 лет Советской власти».
Жил в Москве в доме 5 по Беговой улице, в проектировании которого принимал участие. Умер 6 апреля 1983 года. Похоронен на Кунцевском кладбище.

## Награды
- Медаль «За оборону Ленинграда»[1]
- Медаль «За победу над Германией в Великой Отечественной войне 1941—1945 гг.»[1]
- Дипломы Госстроя СССР, Госстроя РСФСР, Моссовета, ВДНХ и другие[2]